# Elphos sinensis
Elphos sinensis là một loài bướm đêm trong họ Geometridae.